# Underberg
Underberg est une bourgade sud africaine située dans le KwaZulu-Natal, près de la frontière du Lesotho, dont la population s'élevait en 2011 à 2 694 habitants.

## Géographie
Underberg se situe au sud-ouest de la province sud africaine du KwaZulu-Natal. Les km² de son territoire prennent place dans une vallée de la Umzimkulu River, à proximité des montagnes du Drakensberg faisant frontière avec Lesotho. Underberg est accessible par la route depuis Howick, vingt kilomètres au nord de Pietermaritzburg. Underberg est un point de passage obligatoire pour accéder au Col de Sani menant au Lesotho voisin.

## Vie locale

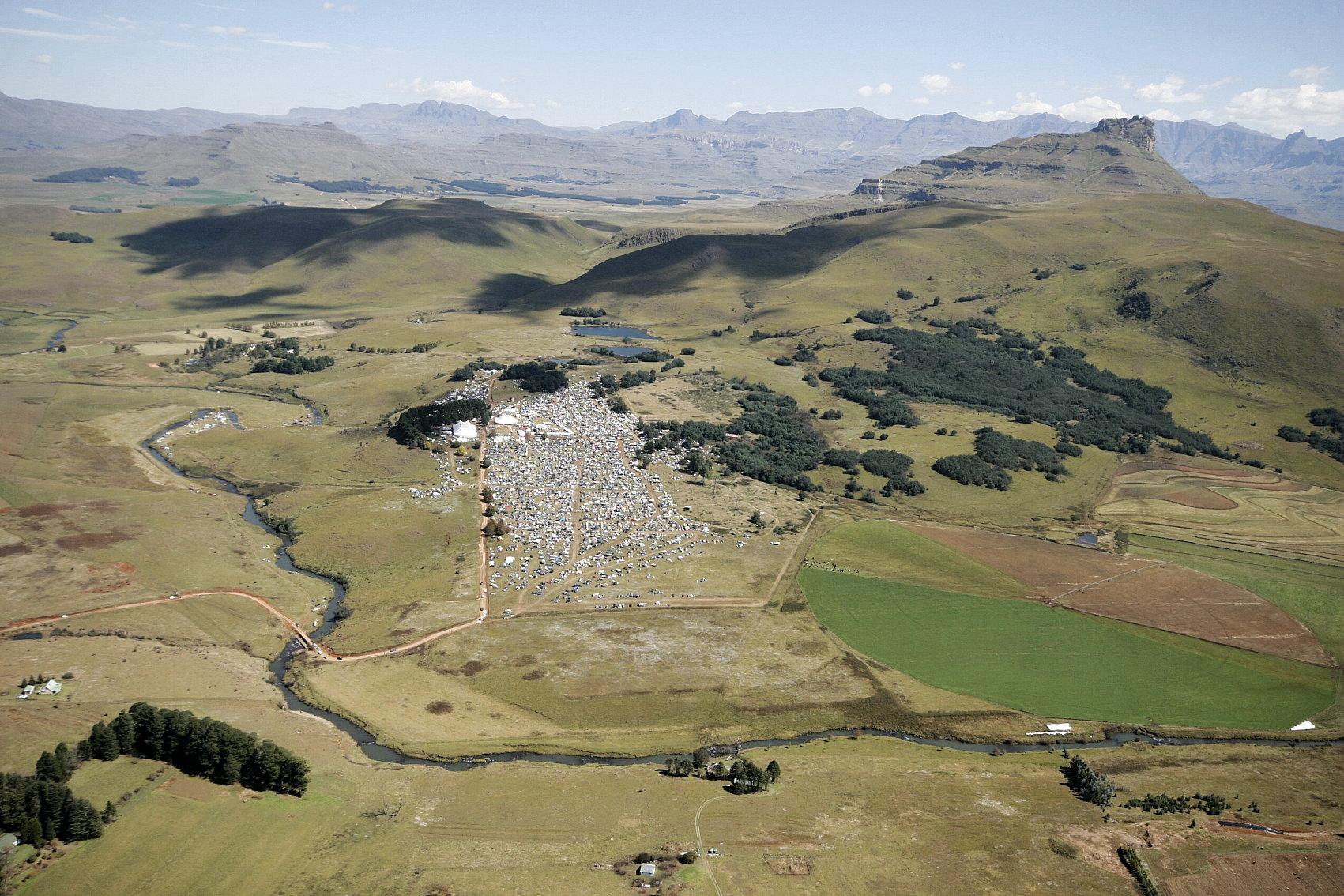
L'édition 2009 du Splashy Fen

### Services
Underberg abritte quelques logements sociaux, une clinique, une bibliothèque municipale. L'école d'Underberg permet une scolarisation jusqu'au primaire. Une église de confession catholique est présente.

### Tourisme
Le tourisme est la seconde activité économique après l'agriculture. Le territoire offre plusieurs choix d'activité (excursion, pêche, VTT, canoë...), avec notamment un bon accès au Drakensberg. Cepuendant, Underberg est plus un lieu de passage qu'une destination en soi. Un festival de musique (Splashy Fen (en)) se tient régulièrement à Underberg.